# 2527-es mellékút (Magyarország)
A 2527-es számú mellékút egy bő hét kilométeres hosszúságú, négy számjegyű országos közút-szakasz Borsod-Abaúj-Zemplén vármegyében.

## Nyomvonala
A 26-os főútból ágazik ki, annak a 30+200-as kilométerszelvénye közelében, Vadna területén. Nyugati irányban húzódik majdnem végig, a Sajóval párhuzamosan. 800 méter megtétele előtt átlép Sajóvelezd területére, aminek a központját nagyjából 5 kilométer megtétele után éri el. A 2523-as útba torkollva ér véget, nem sokkal annak 3. kilométere után. Az országos közutak térképes nyilvántartását szolgáló kira.gov.hu adatbázisa szerint 7,238 kilométer megtétele után ér véget.